# Dorfkirche Schünow

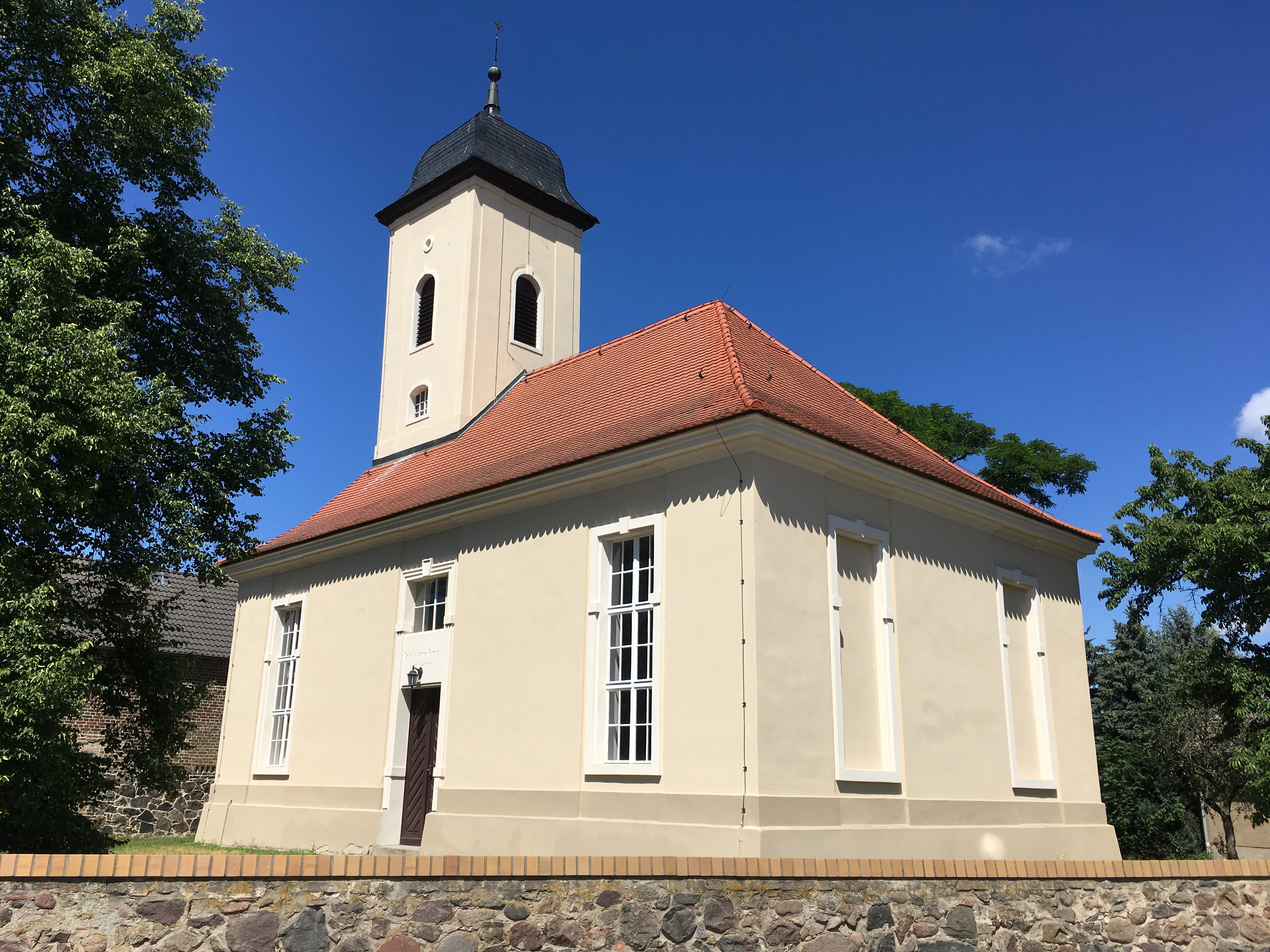
Dorfkirche Schünow

Die evangelische Dorfkirche Schünow ist eine barocke Saalkirche aus dem 18. Jahrhundert Schünow, einem Ortsteil der Stadt Zossen im Landkreis Teltow-Fläming im Land Brandenburg. Die Kirchengemeinde gehört zum Kirchenkreis Zossen-Fläming der Evangelischen Kirche Berlin-Brandenburg-schlesische Oberlausitz.

## Lage
Im nördlichen Teil quert die Bundesstraße 246 in West-Ost-Richtung die Gemarkung. Etwa in der Mitte des Ortes zweigt die Straße Zur Dorfstraße in südlicher Richtung ab. Nach wenigen hundert Metern steht das Bauwerk westlich der Straße auf einer leichten Anhöhe auf einem Grundstück, das mit einer Mauer aus ungleichmäßig geschichteten und nicht behauenen Feldsteinen eingefriedet ist.

## Geschichte
Von 1765 bis 1767 errichteten Handwerker aus Mauersteinen einen Saalbau, der anschließend verputzt wurde. Während der Befreiungskriege musste die Kirchengemeinde die Orgelpfeifen aus Zinn abgeben; sie wurden eingeschmolzen. Im Zuge der Kampfhandlungen plünderten Truppen Napoleon Bonapartes das Bauwerk. 1928 erfolgte eine Restaurierung. Im Zweiten Weltkrieg wurde sie abermals in Mitleidenschaft gezogen, als eine Bombe die Kirche traf. Der Schaden wurde repariert und die Kirchengemeinde konnte den Sakralbau ab 1947 wieder nutzen. 1989 reparierte die Firma Alexander Schuke Potsdam Orgelbau für 10.000 Mark die Orgel von Ferdinand Dinse. 1992 wurde das Bauwerk saniert und der historische Außenputz wiederhergestellt; ebenso die barocke Inneneinrichtung. 2016 feierte die Kirchengemeinde das 250-jährige Bestehen des Bauwerks mit einem Festgottesdienst.

## Baubeschreibung

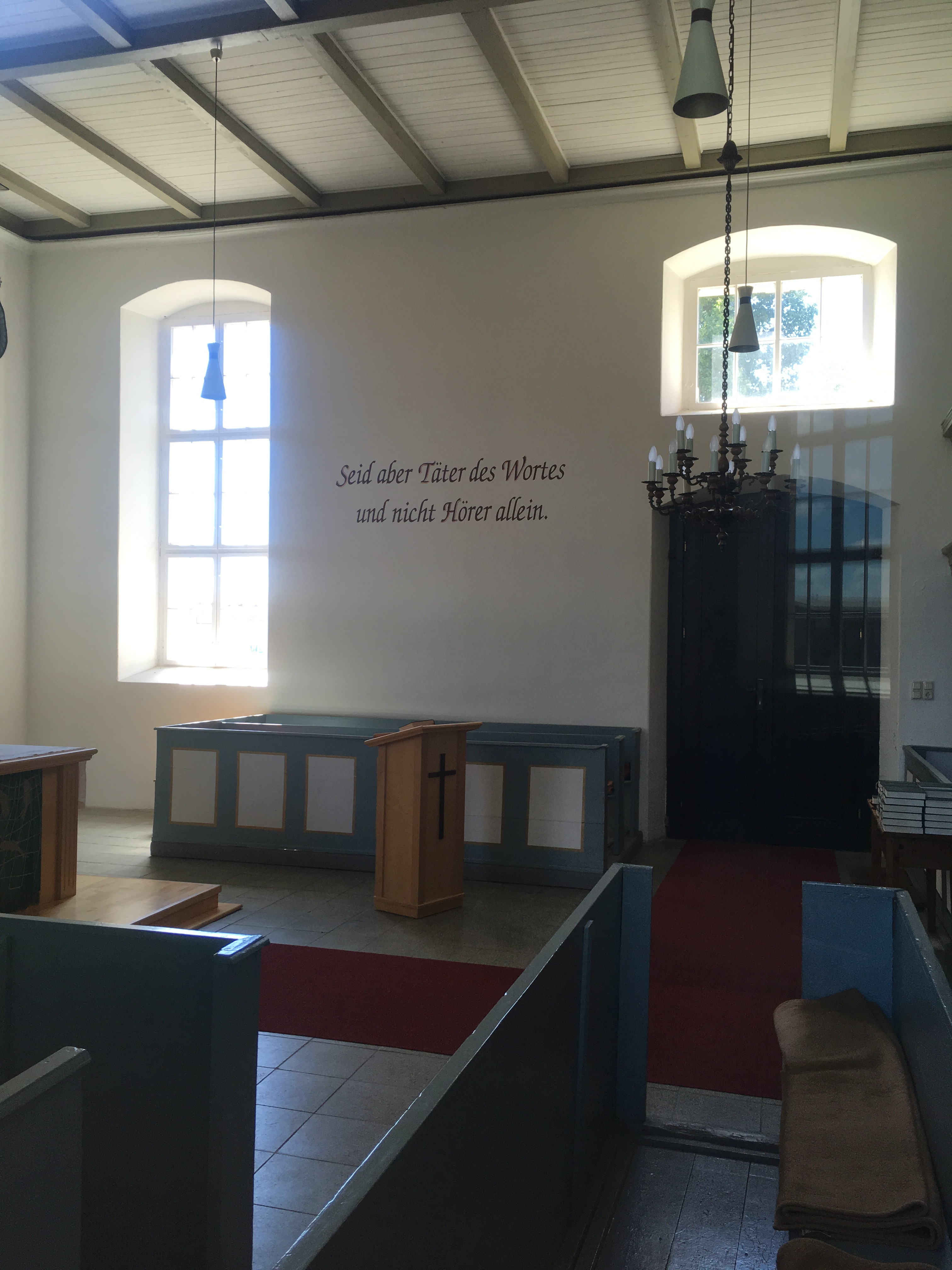
Blick ins Kirchenschiff

Der Chor ist gerade und nicht eingezogen. An der östlichen Wand sind zwei große Blenden, deren rechteckige Form durch weiße Fasche verstärkt wird, die in Höhe der Kämpfer und oben mittig nochmals betont wird.
Das Kirchenschiff ist vergleichsweise schlicht aufgebaut. An der Nordseite sind drei, an der Südseite zwei hohe und rechteckige Fenster mit einem Mittelportal und einem darüberliegenden, deutlich kleineren Fenster. Auch hier wurden die Begrenzungen mit hellen Faschen verstärkt.
Der Westturm ist quadratisch und nimmt die volle Breite des Kirchenschiffs auf. Im unteren Geschoss ist an der Westseite lediglich ein kleines, rechteckiges Fenster. Darüber ist eine umlaufende Voute in der Höhe der Dachtraufe des Schiffs. Im Turmgeschoss ist die westliche Seite bis auf eine kleine, kreisförmige Öffnung ebenfalls vollständig geschlossen. An der Nord- und Südseite ist ein kleines Fenster, an allen drei Seiten darüber eine rundbogenförmige Klangarkade. Die geschweifte Turmhaube schließt mit Turmkugel und Wetterfahne mit der Jahreszahl 1766 ab.

## Ausstattung
Der Kanzelaltar stammt aus der Bauzeit der Kirche. Er wurde aus Holz gearbeitet; der in Weiß gehaltene, geschweifte Kanzelkorb ist mit Säulen und Wangen verziert, die mit Akanthus geschmückt sind. Darüber sind ein Schalldeckel und ein gesprengter Giebel mit einer Strahlensonne.
Die Hufeisenempore stammt ebenfalls aus der Bauzeit. Die dunkel gehaltene Empore ist mit weißen Kassetten verziert. Auf der westlichen Empore steht eine Dinse-Orgel aus dem Jahr 1896. Das Bauwerk hat in seinem Innern eine flache Holzdecke. Im Turm hängen zwei Glocken aus dem späten Mittelalter.
An der nördlichen Seite des Kirchenschiffs ist im Innern ein Vers aus dem Evangelium nach Matthäus angebracht: „Himmel und Erde werden vergehen; aber meine Worte werden nicht vergehen.“ (Mt 24,35 ). Auf der gegenüberliegenden Seite ist ein Vers aus dem Brief des Jakobus zitiert: „Seid aber Täter des Worts und nicht Hörer allein[, wodurch ihr euch selbst betrügt.]“.